# BORTAC
BORTAC (абр. від англ. Border Patrol Tactical Unit, укр. Прикордонний тактичний загін) — спеціальний підрозділ Прикордонного патруля США, який спеціалізується на охороні кордону, нейтралізації терористів, затриманні небезпечних злочинців, пошуку і визволення заручників. BORTAC також проводить навчання для інших підрозділів правоохоронних органів з питань боротьби з тероризмом, тактики ведення бою в приміщеннях та інших спеціалізованих навичок. Його завдання полягає у реагуванні на терористичні загрози будь-якого типу в будь-якій точці світу з метою захисту внутрішньої безпеки країни. Його агенти вважаються одними з найбільш відданих і висококваліфікованих операторів спецпідрозділів країни.

## Історія
Підрозділ було створено в 1984 році для реагування на заворушення, що відбувалися в закладах утримання Служби імміграції та натуралізації (INS). Однак, тепер цим завданням займається Спеціальна група швидкого реагування (SRT) Підрозділу виконання та депортації (ERO) Відомства імміграційного та митного контролю США (ICE). З моменту створення BORTAC постійно розширює свою сферу діяльності та можливості, щоб протистояти зростаючим загрозам для Сполучених Штатів та їхніх інтересів за кордоном. Щороку BORTAC отримує численні запити на підтримку від правоохоронних органів та військових структур США та інших країн. Станом на 2024 рік бійці BORTAC діяли вже у 28 країнах світу. Їх місії включали навчання та консультування міжнародних партнерів, антитерористичні операції, операції проти наркотрафіку, виконання ордерів на обшук із високим ступенем ризику, захист високопосадовців, операції з перехоплення та патрулювання, а також Надання тактичної підготовки іншим відомствам та військовим підрозділам США.
В 1980-х роках BORTAC співпрацював з Управлінням боротьби з наркотиками (DEA) Міністерства юстиції США, проводячи операції проти наркотрафіку в Південній Америці під час операції «Снігова шапка».
В 1992 році групи BORTAC залучалися для допомоги місцевим правоохоронцям під час заворушення в Лос-Анджелесі. Саме тоді вони увійшли до складу 1000 федеральних спеціальних агентів, навчених боротися з заворушеннями, яких направили для припинення заворушень у регіоні Лос-Анджелеса.
Після терористичного акту 11 вересня 2001 року співробітників BORTAC було направлено до районів високого ризику по всій країні для допомоги у забезпеченні безпеки від майбутніх нападів. У 2002 році BORTAC спільно працював із Секретною службою США над забезпеченням безпеки спортивних майданчиків на Зимових Олімпійських іграх у Солт-Лейк-Сіті. Співробітники BORTAC також брали участь в операціях з ліквідації наслідків стихійних лих, надаючи допомогу постраждалим від урагану мешканцям узбережжя Мексиканської затоки та підтримку правоохоронним органам, які постраждали від урагану Катріна.
2015 року бійці BORTAC залучалися до придушення бунту у виправній колонії Клінтон. Під час цієї операції BORTAC вступила в перестрілку з бунтівниками та застрелила втікача Річарда Матта.
У 2015–2016 роках агенти BORTAC разом з Управлінням боротьби з наркотиками (DEA) Міністерства юстиції США проводили навчання та ділилися своїм досвідом проведення спецоперацій з бійцями групи «А» спецпідрозділу КОРД..
У 2020 році Білий дім направив 100 агентів, включаючи BORTAC, до міст-«притулків», таких як Атланта, Бостон, Чикаго, Детройт, Х'юстон, Лос-Анджелес, Ньюарк, Новий Орлеан, Нью-Йорк та Сан-Франциско на три місяці, щоб допомогти агентам Імміграційної та митної служби (ICE) і продемонструвати силу. Того ж року, в рамках цільової групи «Захист американських громад», BORTAC було задіяно під час протестів Джорджа Флойда в Портленді, штат Орегон.
Бійці BORTAC часто проводять рейди з метою боротьби з наркотиками проти важливих цілей, а також іноді можуть бути залучені до підтримки патрульних агентів або підрозділів повітряно-морських операцій. Діяльність BORTAC не обмежується кордоном США. Групи BORTAC часто залучаються для забезпечення тактичних можливостей федеральних правоохоронних органів по всій країні, допомагаючи підтримувати безпеку під час таких подій, як Супербоул, а також їх можуть направити до районів стихійних лих, щоб запобігти громадським заворушенням.